# 力部
力部（りょくぶ）は、漢字を部首により分類したグループの一つ。
康熙字典214部首では19番目に置かれる（2画の13番目）。

## 概要
力部には「力」を筆画の一部として持つ漢字を分類している。「力」は意符として力量や力を入れる行為に関することを表す。
片仮名の「カ」は「力」（ちから）に似ているが、片仮名の「カ」は「力」を構成要素に持つ「加」という漢字から造られたためである。

## 部首の通称
- 日本：ちから
- 韓国：힘력부（him ryeok bu、ちからの力部）
- 英米：Radical Power

## 部首字
「力」の字は土を掘る農具を象る。なお、金文の形が「又」（手を象る象形文字）と類似することから腕の形を象る象形文字と解釈する説があったが、甲骨文字の形を見ればわかるようにこれは誤った分析である。
- 中古漢語
  - 広韻 - 林直切
  - 詩韻 - 職韻、入声
  - 三十六字母 - 来母
- 現代漢語
  - 普通話 - ピンイン：lì 注音：ㄌㄧˋ ウェード式：li4
  - 広東語 - Jyutping:lik6
- 日本語 - 音：リョク（漢音）・リキ（呉音） 訓：ちから
- 朝鮮語 - 訓音：힘（him、ちから） 력(역)(ryeok)

金文
大篆
小篆

## 例字
- 加・功・劣・助・努・励・勇・勉・動・勤・勞（労）・勝・募・勢・勲・勸（勧）…